# Luvila kaha
Luvila kaha är en insektsart som beskrevs av Irena Dworakowska 1977. Luvila kaha ingår i släktet Luvila och familjen dvärgstritar.
Artens utbredningsområde är Kongo-Kinshasa. Inga underarter finns listade i Catalogue of Life.